# Jerzy Golfert
Jerzy Golfert (ur. 14 stycznia 1917 w Wiaźmie, zm. 2 stycznia 2014 w Poznaniu) – polski śpiewak, aktor teatralny, muzyk i reżyser przedstawień muzycznych.

## Życiorys
Oboje rodzice Jerzego Golferta byli śpiewakami. Po zakończeniu II wojny światowej zamieszkał w Warszawie, jego mentorami byli Walery Jastrzębiec-Rudnicki i Tadeusz Sygietyński, od 1945 był członkiem ZAIKS. Następnie przeniósł się do Lublina, gdzie występował w tamtejszej operetce oraz w przedstawieniach objazdowych. W 1956 na stałe zamieszkał w Poznaniu, gdzie związał się ze sceną Teatru Muzycznego, który wówczas nazywano Operetką Poznańską. Debiutował w pierwszej premierze tego teatru, w operetce Pála Abraháma "Wiktoria i jej huzar". Poza grą na scenie komponował i tworzył teksty literacki, był aktywny społecznie, na poznańskim Osiedlu Piastowskim przez ponad trzydzieści lat prowadził Zespół Artystyczny "Wrzosy". Mieszkając w Lublinie był inicjatorem powstania przy Teatrze Muzycznym drużyny KS Muza, która rozgrywała mecze piłkarskie.
Pochowany na Cmentarzu parafialnym św. Jana Vianneya w Poznaniu.